# NGC 5585
NGC 5585 est une galaxie spirale intermédiaire située dans la constellation de la Grande Ourse. Sa vitesse par rapport au fond diffus cosmologique est de 403 ± 7 km/s, ce qui correspond à une distance de Hubble de 5,95 ± 0,43 Mpc (∼19,4 millions d'al). NGC 5585 a été découverte par l'astronome germano-britannique William Herschel en 1789.
NGC 5585 a été utilisée par Gérard de Vaucouleurs comme une galaxie de type morphologique (R')SAB(s)d dans son atlas des galaxies,.
La classe de luminosité de NGC 5585 est IV et elle présente une large raie HI. Elle renferme également des régions d'hydrogène ionisé. La base de données NASA/IPAC mentionne qu'il s'agit possiblement une galaxie du champ, c'est-à-dire qu'elle n'appartient pas à un amas ou un groupe et qu'elle est donc gravitationnellement isolée. Ce n'est pas l'avis ni d'A. M. Garcia ni d'Abraham Mahtessian qui placent cette galaxie dans le groupe de M101,.
En raison d'une brillance de surface égale à 14,00 mag/am2, on peut qualifier NGC 5585 de galaxie à faible brillance de surface (LSB en anglais pour low surface brightness). Les galaxies LSB sont des galaxies diffuses (D) avec une brillance de surface inférieure de moins d'une magnitude à celle du ciel nocturne ambiant.

## Distance de NGC 5585
La vitesse radiale de (303 km/s) de NGC 5585, ainsi que celle des cinq autres galaxies du groupe de NGC 5457 (le groupe de M101 selon A. M. Garcia), sont trop faibles et on ne peut utiliser la loi de Hubble-Lemaître pour calculer leur distance à partir du décalage vers le rouge. À ce jour cependant, 35 mesures non basées sur le décalage vers le rouge (redshift) donnent une distance de 7,370 ± 1,589 Mpc (∼24 millions d'al).

## Matière noire

Image de NGC 5585 par le télescope spatial Hubble publiée en 2020.

Comme d'autres galaxies spirales similaires, NGC 5585 présente un taux de formation d'étoiles modéré. Les régions de formation d'étoiles sont surtout concentrées vers le centre de la galaxie, bien que quelques-unes sont en périphérie comme le montre la distribution des régions bleutées de l'image prise par le télescope spatial Hubble publiée en 2020. En 2011, 47 régions distinctes de formation d'étoiles avaient été identifiées dans cette galaxie. Malgré ce résultat, les nombreuses régions d'étoiles de nuages de poussière visibles sur la photographie d'Hubble ne contribuent qu'à une petite fraction de la masse totale de galaxie. 
En effet, les courbes de rotation de cette galaxie obtenues tant en 1991 qu'en 1999 montrent que le rapport de la matière sombre à la matière lumineuse est d'environ 30 %. Comparée à des galaxies de forme et de taille similaires, NGC 5585 se distingue par une composition sensiblement différente, car elle contient une proportion bien plus élevée de matière noire.

## Supernova
Aucune supernova n'a été observée dans NGC 5585, mais on a découvert cinq rémanents de supernova. SNR No.1 (SNR de l'anglais, supernova remnant) est particulièrement intéressant. Cet énorme rémanent (200 × 90 pc) de forme elliptique est situé immédiatement au sud d'une petite région HII et il constitue une source si intense de rayonnement X qu'il déforme la carte de contour X obtenue par le satellite ROSAT.

## Groupe de NGC 5457 et de M101
Selon A.M. Garcia, la galaxie NGC 5585 fait partie d'un groupe de galaxies qui compte au moins six membres, le groupe de NGC 5457 qui est en fait la galaxie M101. Les autres membres du groupe M101 de Garcia sont NGC 5204, NGC 5457, NGC 5474, NGC 5577 et UGC 8837.
D'autre part, dans un article publié en 1998, Abraham Mahtessian indique que NGC 5585 fait aussi partie du groupe de M101, mais la liste de Mahtessian est beaucoup plus vaste, car elle renferme 80 membres. Plusieurs galaxies de la liste de Mahtessian se retrouvent également dans d'autres groupes décrits par A.M. Garcia, soit le groupe de NGC 3631, le groupe de NGC 4051, le groupe de M109 (NGC 3992), le groupe de NGC 4051, le groupe de M106 (NGC 4258) et le groupe de NGC 5457.
Plusieurs galaxies de ces six groupes de Garcia ne figurent pas dans la liste du groupe de M101 de Mahtessian. Il y a plus de 120 galaxies différentes dans les listes des deux auteurs. Puisque la frontière entre un amas galactique et un groupe de galaxie n'est pas clairement définie (on parle de 100 galaxies et moins pour un groupe), on pourrait qualifier le groupe de M101 d'amas galactique contenant plusieurs groupes de galaxies.
Les groupes de M101 font partie de l'amas de la Grande Ourse, l'un des amas galactiques du superamas de la Vierge.